# 藤永龍太郎
藤永龍太郎（1989年9月19日—），日本男性作曲家、編曲家。出身於千葉縣。隸屬於Elements Garden。

## 人物簡介
高中時期組過樂團，大學時期決定畢業後進入唱片公司，而前往專門學校進修。2014年於參加新人作曲家合格後，加入並隸屬於Elements Garden。
他的座右銘是英國喜劇演員查理·卓别林曾說的「我們總是考慮太多，卻太少用行動去感受」。

## 樂曲提供
蒼井翔太
- 「Why, pessimistic？（日语：絶世スターゲイト）」（編曲）

加藤*福
- 「永無止盡的茶聚會」（作曲、編曲）

Kis-My-Ft2
- 「COUNT 7EVEN」（編曲）

drop
- 「 de 」（與菊田大介共同編曲）
- 「大問題」（與菊田大介共同編曲）
- （作曲、編曲）
- 「大嫌」（作曲、編曲）

Nanaland
- 「理由」（作曲、編曲）
- （作曲、編曲）
- 「每秒」（作曲、編曲）

新田惠海
- 「盟約的彼方（日语：盟約の彼方）」（作曲、編曲、吉他、程式設計）
- 「Rainy＊flower（日语：EMUSIC）」（作曲、編曲、吉他、貝斯、程式設計）

春奈露娜
- 「Dynamic Dreamers」（作曲）

BenjaminJasmine
- 「細胞」（作曲、編曲）

- （作曲、編曲、吉他）
- （作曲、編曲、吉他、貝斯）
- （作曲、編曲）
- 「言葉」（作曲、編曲）
- （作曲、編曲）
- （作曲、編曲）
- 「青息吐息」（作曲、編曲）
- 「昨日負」（作曲、編曲）
- （作曲、編曲）
- 「相思」（作曲）
- （作曲、編曲）
- 「勝手一人」（作曲、編曲）

水樹奈奈
- 「Poison Lily（日语：Destiny's Prelude）」（編曲、吉他、程式設計）
- 「UNLIMITED BEAT」（編曲、吉他、程式設計）
- （編曲、吉他、程式設計）

水瀨祈
- 「Ready Steady Go！（日语：Ready Steady Go! (水瀬いのりの曲)）」（作曲、編曲、程式設計、吉他）
- 「星塵軌跡（日语：Innocent flower）」（作詞、作曲、編曲、吉他）
- （作詞、作曲、編曲、吉他）
- （作詞、作曲、編曲、吉他）
- （作曲、編曲、程式設計、吉他）

### 動畫、遊戲相關
偶像大師系列
- 偶像大師 灰姑娘女孩
  - 「Trancing Pulse（日语：THE IDOLM@STER CINDERELLA GIRLS ANIMATION PROJECT#2nd Season 05）」（編曲）

戰姬絕唱SYMPHOGEAR
- （編曲、吉他、貝斯）
- （編曲、貝斯、原聲吉他）

偵探歌劇 少女福爾摩斯
- （編曲）
- 「Heart Goes on！（日语：Treasure Disc）」（編曲）

BanG Dream！
- 「Yes！BanG Dream！（日语：BanG Dream!のディスコグラフィ#Yes! BanG Dream!）」（編曲、風琴、敲擊）
- 「Popping shuffle（日语：BanG Dream!のディスコグラフィ#Yes! BanG_Dream!）」（編曲、敲擊）
- 「STAR BEAT！ ～星之鼓動～（日语：BanG Dream!のディスコグラフィ#STAR BEAT!〜ホシノコドウ〜）」（編曲）
- 「夏空 SUN！SUN！SEVEN！（日语：BanG Dream!のディスコグラフィ#STAR BEAT!〜ホシノコドウ〜）」（編曲）
- 「致剛開始奔跑的你（日语：BanG Dream!のディスコグラフィ#走り始めたばかりのキミに/ティアドロップス）」（編曲）
- 「雨潤千回的天空（日语：BanG Dream!のディスコグラフィ#ときめきエクスペリエンス!）」（編曲、吉他、鋼琴）
- 「那些閃閃發光那些夢想 ～Sing Girls～（日语：BanG Dream!のディスコグラフィ#キラキラだとか夢だとか 〜Sing Girls〜）」（作曲、編曲、吉他）
- 「Happy Happy Party！（日语：BanG Dream!のディスコグラフィ#キラキラだとか夢だとか 〜Sing Girls〜）」（作曲、編曲、吉他、電子琴）
- 「八月的if（日语：BanG Dream!のディスコグラフィ#Time Lapse）」（作曲、編曲、吉他、電子琴）
- 「Light Delight」（作曲、編曲）
- 「Light Delight（日语：BanG Dream!のディスコグラフィ#CiRCLING）」（作曲、編曲）
- 「Girls' code（日语：BanG Dream!のディスコグラフィ#ガールズコード）」（作曲、編曲）
- 「羈絆的音樂♪（日语：BanG Dream!のディスコグラフィ#キズナミュージック♪）」（作曲、編曲）
- 「BLACK SHOUT（日语：BanG Dream!のディスコグラフィ#BLACK SHOUT）」（編曲、電子琴、程式設計）
- 「LOUDER（日语：BanG Dream!のディスコグラフィ#BLACK SHOUT）」（作曲、編曲、吉他、電子琴、程式設計）
- 「Re:birth day（日语：BanG Dream!のディスコグラフィ#Re:birth day）」（作曲、編曲、吉他、電子琴、程式設計）
- 「溫暖的薔薇輝石（日语：BanG Dream!のディスコグラフィ#Re:birth day）」（作曲、編曲、吉他、電子琴、程式設計）
- 「熱色Star mine（日语：BanG Dream!のディスコグラフィ#熱色スターマイン）」（編曲、吉他、電子琴、程式設計）
- 「-HEROIC ADVENT-（日语：BanG Dream!のディスコグラフィ#熱色スターマイン）」（編曲、吉他、電子琴、程式設計）
- 「ONENESS（日语：BanG Dream!のディスコグラフィ#ONENESS）」（編曲、吉他、電子琴、程式設計）
- 「Determination Symphony（日语：BanG Dream!のディスコグラフィ#ONENESS）」（作曲、編曲、吉他、電子琴、程式設計）
- 「Opera of the wasteland（日语：BanG Dream!のディスコグラフィ#Opera of the wasteland）」（作曲、編曲）
- 「軌跡（日语：BanG Dream!のディスコグラフィ#Opera of the wasteland）」（作曲、編曲）
- 「Neo-Aspect（日语：BanG Dream!のディスコグラフィ#Anfang）」（作曲、編曲）
- 「Legendary（日语：BanG Dream!のディスコグラフィ#Anfang）」（編曲）
- 「R（日语：BanG Dream!のディスコグラフィ#R）」（編曲）
- 「BRAVE JEWEL（日语：BanG Dream!のディスコグラフィ#BRAVE JEWEL）」（編曲）
- 「Sanctuary（日语：BanG Dream!のディスコグラフィ#BRAVE JEWEL）」（作曲、編曲）
- 「PASSIONATE ANTHEM（日语：BanG Dream!のディスコグラフィ）」（作曲、編曲）
- 「淚水滴落 ～Acoustic Ver.～（日语：BanG Dream!のディスコグラフィ#どきどきSING OUT!）」（編曲、吉他、電子琴）
- 「Be shine, shining！（日语：BanG Dream!のディスコグラフィ#サウンドトラック）」（作曲、吉他、貝斯）

無能力者娜娜
- 「呼」（作曲、編曲）

## 錄音參加
田所梓
- （吉他）

水樹奈奈
- 「Twist & Tiger」（吉他、貝斯）
- 「Rock Ride Riot」（貝斯）

MICHI
- （吉他、貝斯的原音樂器合奏）

### 動畫、遊戲歌曲相關
BanG Dream！
- 「悸動體驗！（日语：BanG Dream!のディスコグラフィ#ときめきエクスペリエンス!）」（吉他）
- 「Glee！Glee！Glee！（日语：BanG Dream!のディスコグラフィ#サウンドトラック）」（貝斯）

## 外部連結
- 藤永龍太郎：Elements Garden （页面存档备份，存于）官方網站的個人簡歷 （日語）
- 藤永龍太郎的X（前Twitter） （日語）